# Молодятичі (ґміна)
Гміна Молодятичі (пол. Gmina Mołodiatycze) — колишня (1867—1939 рр.) сільська волость (гміна) Грубешівського повіту Люблінської і Холмської губерній Російської імперії та Люблінського воєводства Польської республіки. Центром ґміни було село Молодятичі. У 1867 р. територія становила 16 543 морги (приблизно 92,6 км²), було 4 414 мешканців, 6 початкових шкіл, гуральня, бровар, 2 цегельні, фабрика сільськогосподарського реманенту, 4 млини, 8 кузень.
У 1885 р. до складу волості входили:
1. Богутичі — село
2. Берестя — село і фільварок
3. Доброміричі — село і фільварок
4. Дрогоївка — село
5. Ґдешин — село і фільварок
6. Гачиська — село і фільварок
7. Йозефин — село і фільварок
8. Каролін — фільварок
9. Коритина — село
10. Майдан — село
11. Молодятичі — село і фільварок
12. Островок — село і фільварок
13. Пересоловичі — село і фільварок
14. Тріщани — село і фільварок
15. Забірці — село і фільварок

У 1890 р. було 5 413 мешканців, з них 3 581 православних і 1725 римо-католиків (латинників і поляків).
За переписом 1905 р. у волості було 8283 десятини землі (приблизно 90,5 км²), 812 будинків і 7295 мешканців.
У 1912 р. волость разом з повітом перейшла до Холмської губернії.
У 1915 р. перед наступом німецьких військ російською армією спалені українські села і більшість українців були вивезені углиб Російської імперії, звідки повертались уже після закінчення війни. Натомість поляків не вивозили. В 1919 р. після окупації Польщею Холмщини ґміна у складі повіту включена до Люблінського воєводства Польської республіки, польським урядом велося заселення польськими колоністами.
У 1924 р. до складу ґміни входили:
1. Богутичі — село і колонія
2. Берестя — село і колонія
3. Довге — фільварок
4. Доброміричі — село і фільварок
5. Дрогоївка — село
6. Ґдешин — село і колонія
7. Йозефин — фільварок
8. Коритина — село
9. Майдан-Великий (Грубешівський повіт) — село
10. Молодятичі — село і фільварок
11. Облочин — фільварок
12. Островок — фільварок
13. Пересоловичі — село і колонія
14. Тріщани — село і фільварок
15. Забірці — село і фільварок